# 耶律槊古
耶律槊古（?—?），为契丹（遼朝）皇族，辽圣宗耶律隆绪第三女。母親钦哀皇后萧耨斤，萧觀音生母。
耶律槊古姿质秀丽，礼法自将，下嫁萧孝忠，生下女兒萧觀音。耶律槊古封越国公主，进封晋国公主。景福初年，封晋蜀国长公主。清宁初年，加晋蜀国大长公主。因病而终。   

## 传記資料
- 《遼史》公主表